# Svetek
Svetek je priimek več znanih Slovencev:
- Andrej Svetek (1897–1983), sindikalni in kulturnoprosvetni delavec, župan Celja; direktor Železarne Štore
- Anton Svetek - star. (1847–1929), finančni uradnik, društveni delavec, mdr. predsednik Glasbene matice
- Anton Svetek - ml. (1875–1919), skladatelj, zborovodja, glasbeni pedagog
- Antonija Svetek (1850–1924), pevka in igralka
- Božidar (Darko) Svetek (*1947), tehnični inovator, konstruktor, slikar
- France Svetek (1892–1965), socialdemokratski politik, sindikalni in zadružni delavec
- Irena Svetek (*1975), pisateljica, scenaristka
- Jošt Svetek (1952–2012), kanuist
- Lev Svetek (1914–2005), pravnik in politik, besedilopisec
- Maja Marija Lovrenčič Svetek, diplomatka
- Peter Svetek
- Vladimir Svetek